# Hajdu László (ügyvéd)
Hajdu László (Kisújszállás, 1818. január 13. – Túrkeve, 1880. július 15.) magyar jogász, huszárfőhadnagy, népzenekutató.

## Családja
Túrkeve meghatározó	nemesi családjából származott. Apja Hajdu Mihály nagykun kapitány, öccse Hajdu Ignácz országgyűlési képviselő. Felesége Sárkány Terézia.

## Életpályája
A Debreceni Református Kollégiumban tanult 1832–37 között. Debreceni tanulmányai idején a jog mellett jelentős zenei tanulmányokat is folytat a Debreceni kántusban. Boka Miksa cigány klarinétostól megtanult klarinéton játszani 1842-ben már több fúvós hangszeren is játszott. 1841-től 1843-ig a Kisújszállási zene egylet tagja, az egyesület zenekarának klarinétosa. 1843-ban Szarvasra költözik. Szarvason tanít, és feleségül veszi Kultsár Zsófiát. 1846 januárjában fia születik, de felesége a gyermek születését követően gyermekágyi lázban meghal. Ekkor visszaköltözik szülővárosába Túrkevére.
1848-ban a forradalom kitörését követően megválasztották Túrkeve főbírójának. 1849. április 21.-i rendeletével Mészáros Lázár ideiglenes hadügyminiszter főhadnaggyá léptette elő. A szabadságharcban mint a 7. huszárezred főhadnagya a túrkevei önkéntesek vezetőjeként vett részt. 1849. augusztus 2-án a debreceni csatában megsebesült.
1850-től először Kisújszálláson, majd Túrkevén folytatott ügyvédi tevékenységet. Debreceni tanulmányai idején érdeklődése a magyar népzene felé fordult. Mintegy 70 zenedarabot jegyzett le. 1860-ban egy hosszabb tanulmányt tett közzé a Zenészeti Lapokban Nemzeti táncunk, és népzenénk a mint van s kellene lennie címmel. 1861-től a Zenészeti Lapok állandó munkatársa.
A szabadságharc leverése után, 1853-ban 3 hónap elzárásra ítélték. A kiegyezést követően, 1867-ben a Nagykun Honvédegylet alapító tagja. A Jászkun Kerület főügyésze. Túrkevén hunyt el 1880. július 15-én, s a túrkevei Vénkerti temetőben nyugszik sírja a virtuális Nemzeti sírkert része.